# Чарлс Дотер
Чарлс Теодор Дотер (енгл. Charles Theodore Dotter; Бостон, 14. јун 1920 — Орегон Сити, 15. фебруар 1985) био је амерички интервентни васкуларни радиолог и један од пионира у развоју интервентне радиологије. Дотер је заједно са својим асистентом др Мелвином С. Јудкинсом, први извео и описан ангиопластику у 1964. Дотер је такође заслужан за развио биопсија јетре кроз вену југуларис, коју је започео на анималним моделима, а затим 1973. изводио и на људима.

## Живот и каријера
Дотер је рођен у Бостону 14. јуна 1920. Основно образовање је стекао у гимназији и средњој школи у Фрипорту на Лонг Ајленду. Као одличан ђак, он је прескочио неколико разреда у гимназији. Као дете Дотер је поседовао безграничну енергију, али је био малог раста за своје године и није показивао интересовање за екипне спортове. Уместо тога, он је још као дете био заинтересован за механичке уређаје и велико задовољство налазио је у раду са механичарским алатом. Ретка је била машина коју он није демонтирао и покушао да пронађе њене корисне особине и могућности примене. У одраслом добу, Дотер је дизајнирао свој „лого“ у облику укрштене цеви и механичарског кључа, због тога што је волео механичке уређаје, а тај грб је требало да означи... „ако водоинсталатер може да ради и поправља цеви, што то лекар не би могао радити и на крвним судовима.”
Дотер је стекао диплому 1941. на Дјук универзитету, са којом је отишао је у Медицинску школу на Корнелу, где је упознао своју будућу супругу, Памелу Бати, главну сестру у болници у Њујорку, са којом је био у браку од 1944. Након завршене праксе у Сједињеним Америчким Државама у поморској болници у Њујорку, и његовог рада у болници у Њујорку, Дотеру је са само 30 година понуђено место редовног члан факултета на Корнеловом Медицинском факултету. До тада је он већ написао неколико стручних текстова из ангиокардиографије. Две године касније, Дотер је постављен на место професора и председника Одељења за радиологију на Медицинског факултету Универзитета у Орегону. Са 32 године, Дотер је био најмлађи лекар који је икад именована за председник радиолошког одељења у великој америчкој медицинској школи. Дотер ће остати на том положају наредних 32 године.
Током, преко тридесет година, напорног рада Дотер је развио потпуно нову медицинску специјалност, интервентну радиологију и објавио више од 300 стручних радова (у којима је у једној половини, био први аутор), и учествовао у продукцији око 20 научно-едукативних (наставних) филмова.

## Дело
Највеће Дотерово дело је његов допринос у области интервентне радиологије или примени катетера у перкутаној транслуменској ангиопластици. Наиме пре „катетер терапија” све васкуларне процедуре рађене су на отвореном грудном кошу, и укључивале су општу анестезију, боравак болесника неколико дана у болници, и све компликације повезане са хируршким ранама. Сада постаје разумљиво, зашто је Дотер био веома задовољан применом мање инвазивног поступка који је даво болесницима исте бенефите као и васкуларна хирургија без много ризика.
Током каријере, Дотеров терапикски циљ је остао исти:
- лечење пацијента без скалпела,
- смањење морбидитета и морталитета, кардиоваскуларних болесника.

Иако је требало да прође много година пре него што су васкуларни хирурзи, прво скроно почели да упућују своје пацијенте на радиолошке интервентне процедуре, а затим и сами уврстили у свој програм лечења перкутану транслуменску ангиопластика, називајући је „ендолуминална хирургија”.
Дотер је прво реканалисање артерије обавио сасвим случајно: 1963. године, када је „кроз лумен десне илијачне артерије перкутаним путем (преко коже) увођео катетер ретроградно до оклузије у трбуху и том приликом начинио аортограм код болесника са стенозом бубрежне артерије.” Након што је ово откриће пријавио на Радиолошка конгресу кардиолога у Чешкој у јуну 1963. године, одмах је почео да размишља и о лечењу стеноза крвних судова применом балон-катетера и уградњом стентова.
Дана 16. јануара 1964. године, Дотер и његов приправник, Мелвин Јудкинс, први су применили катетер за перкутану транслуминалну ангиопластику, код једне 82-годишње болеснице Лауре Шо, која је примљена на Универзитетску болницу у Орегону због болова у левој нози, и улцерозних промена на потколеници и гангренозних промена на прстима. Њени лекари су јој препоручивали ампутацију, коју је она енергично одбијала. Када је од свог колеге сазнао за ову болесницу Дотер је након прегледа установио да она има кратку сегменталну стенозу на феморалној (бутној) артерији, која је била идеална лезија на којој би могао да тестира своју методу перкутане „дилатације” катетером. Поступак је урађен успешно и за неколико минута, тако да је стопало пацијентице убрзо постало топло и хиперемично. Болови су нестали у року од недељу дана а чиреви убрзо зацелили. Ретроградна ангиографија након 3 недеље и 6 месеци од Дотерове интервенције показала је очувану проходност крвног суда. Шо је умрла скоро 3 године касније, од конгестивне срчане инсуфицијенције; „ходајући на својим ногама све до смрти”.
Дотер је такође заслужан за развој биопсију јетре кроз југуларну вену, коју је у почетку обављап на животињским моделима  а од 1973. године и на људима.

## Признања
Чарлс Дотер је на глобалном нивоу постао опште познат као „отац интервентне радиологије“.
У знак признања за његов допринос науци на Одељењу за дијагностичку радиологију Медицинског факултета на Универзитету здравствених наука у Орегону 33 године (од 1952. до своје смрти 1985.године) обављао је дужност  председавајућег.
Након Дотерове смрти у знак признања Интервентни институт Медицинског факултета  Универзитету здравствених наука у Орегону носи  Дотерово име.